# Гонка к Марсу
Гонка к Марсу или гонка на Марс — соревнование между различными национальными космическими агентствами и частными компаниями в области пилотируемых полётов к Марсу. Включает также посадку на Марс и сооружение обитаемой базы на Марсе. Некоторые из этих направлений являются частью идеи колонизации Марса, другие имеют лишь престижный или научный характер.

## Участники
В гонку за Марс вовлечены как отдельные компании, так и национальные космические агентства. С целью достижения национального приоритета, государственные агентства, такие как НАСА, стараются поддерживать партнерские отношения с ведущими частными игроками, такими как «SpaceX» и другими. Президент США Дональд Трамп поставил перед НАСА задачу высадки на Марс в 2030-х годах..
SpaceX разрабатывает сверхтяжелую систему Starship, первый запуск которой был осуществлён 20 апреля 2023 года. Первый пилотируемый полёт на Марс предварительно запланирован на 2029 год. Тогда же планируется создание базы на Марсе.
Основным подрядчиком проекта НАСА Space Launch System является корпорация «Боинг». Конечная цель программы — пилотируемый полёт на Марс. Компания SpaceX не признает, что участвует в гонке или что она планирует опередить «Боинг»
Компания Blue Origin заявила, что её носители «New Armstrong» и «New Glenn» могут быть использованы для полетов к Марсу, наряду со Starship компании SpaceX. Это может привести к коммерческой конкуренции в области полетов на Марс.
Virgin Galactic также выразила интерес к полетам на Марс.
В негласную конкуренцию с НАСА вступило Китайское национальное космическое агентство. НАСА планирует пилотируемую миссию на 2030-е годы, Китай же отправил в 2021 году на Марс автоматическую станцию «Тяньвэнь-1» c марсоходом «Чжужун», разрабатывает сверхтяжёлую ракету-носитель «Чанчжэн-9» и вместительный пилотируемый космический корабль нового поколения, и в будущем от него также можно ожидать пилотируемой миссии. Также, свою столетнюю марсианскую программу имеет динамично развивающееся Космическое агентство Объединённых Арабских Эмиратов.